# Бейфут

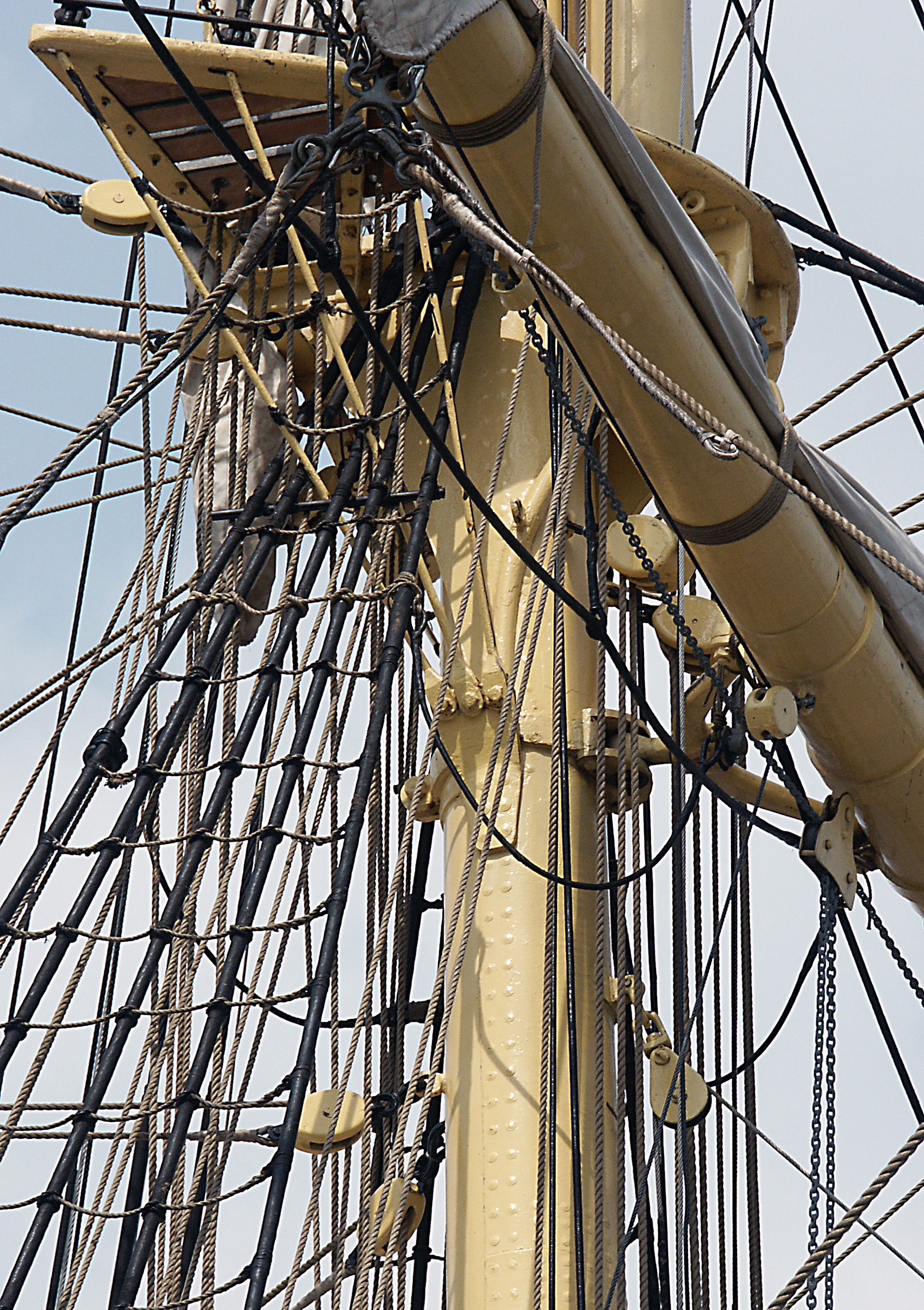
Кріплення реї до щогли бейфутом-вертлюгом

Бейфу́т (від нід. bijvoet) — металева оковка з вертлюгом, за допомогою якого рея своєю серединою кріпиться до бугеля на щоглі. Вертлюг бейфута уможливлює повертання реї в горизонтальній площині (при брасопленні) і вертикальній (при топленні).

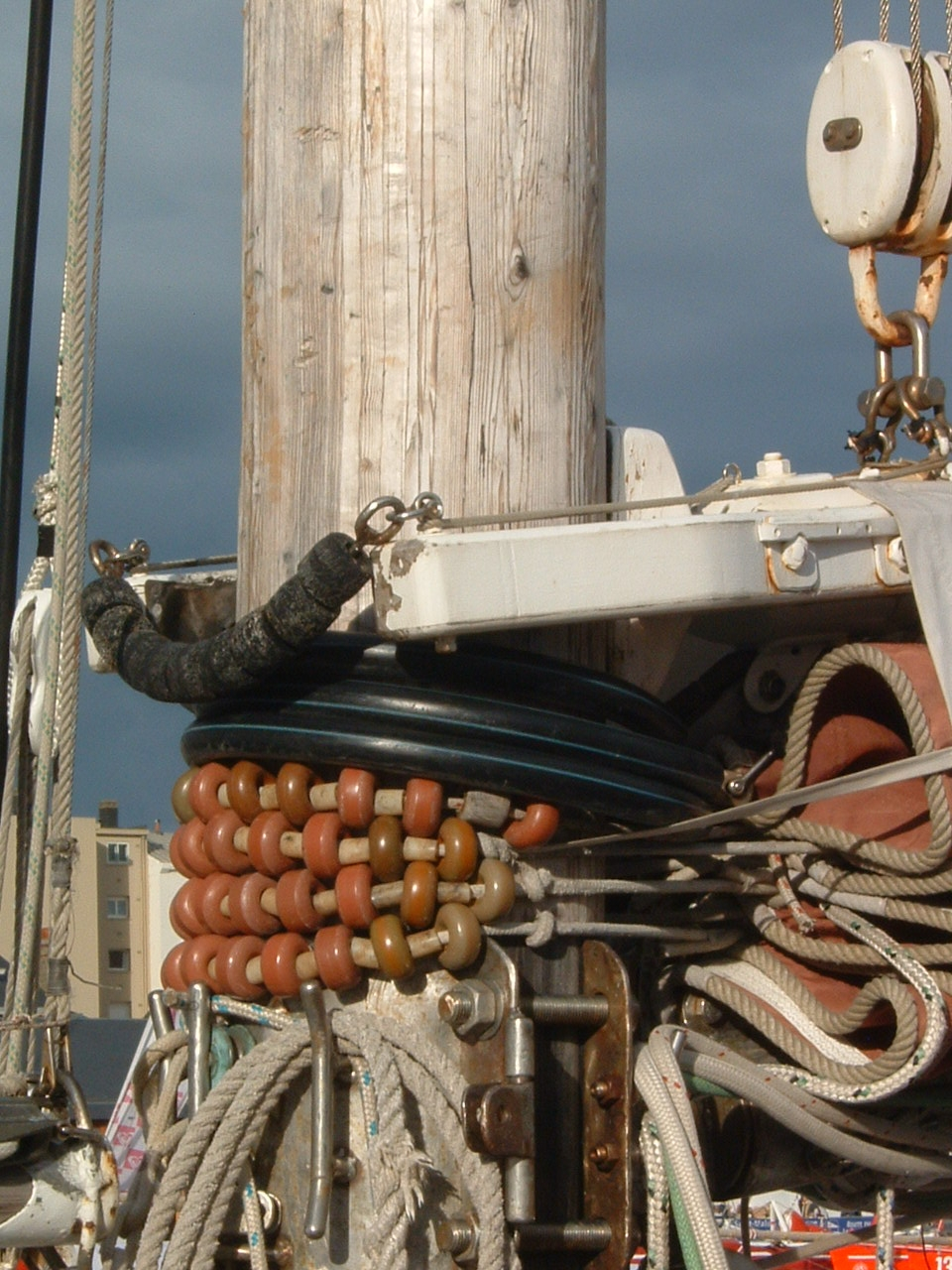
Ракстов на вусах гафеля (з чорними кульками). Коричневі кульки заміняють сегарси для передньої шкаторини вітрила.

На старовинних кораблях бейфут являв собою відрізок троса, обшитий шкірою або споряджений нанизаними на нього кульками — ракс-клотами, яким рея прив'язувалася до щогли. Нижні реї при цьому утримувалися від сповзання вниз за допомогою борга — прикріпленого до топа ланцюга чи троса з гаком, який чіплявся за строп посередині реї; верхні реї утримувалися фалами. Кінці тросових бейфутів споряджалися бейфут-талями, що міцно стягали їх на щоглі, ходові кінці цих талів спускалися до палуби (перед брасопленням бейфут-талі витравлювали, послаблюючи бейфут, а повернувши реї, знову затягали). Тросові бейфути нижніх рей можна було віддавати і витягати, бейфути марса-рей переважно закріплялися наглухо, бейфути вищих рей були знімними. Легкі реї найвищих вітрил підіймалися на ракс-бугелях — кільцях з гаками, що пересувалися по брам-стеньгах. Залежно від свого розташування, бейфути мають окремі назви: напр. фор-марса-бейфут — у фор-марса-реї, грот-бом-брам-бейфут — у грот-бом-брам-реї.
Бейфути використовуються і для кріплення п'яти гафелів: вони називаються ракстовами і складаються з троса (ракс-троса) з нанизаними кульками (ракс-клотами) і кільцями (ракс-слізами), кінцями прикріпленого до вусів гафеля. Кульки зменшують тертя під час підйому і спуску гафеля.
Колись ракстови використовувалися і для кріплення гіків, але зараз вони замінені оковками з вертлюгами, аналогічними бейфутам рей. Вертлюг гіка уможливлює повертання як у горизонтальній площині (при зміні курсу, зокрема, при повороті через фордевінд), так і у вертикальній.

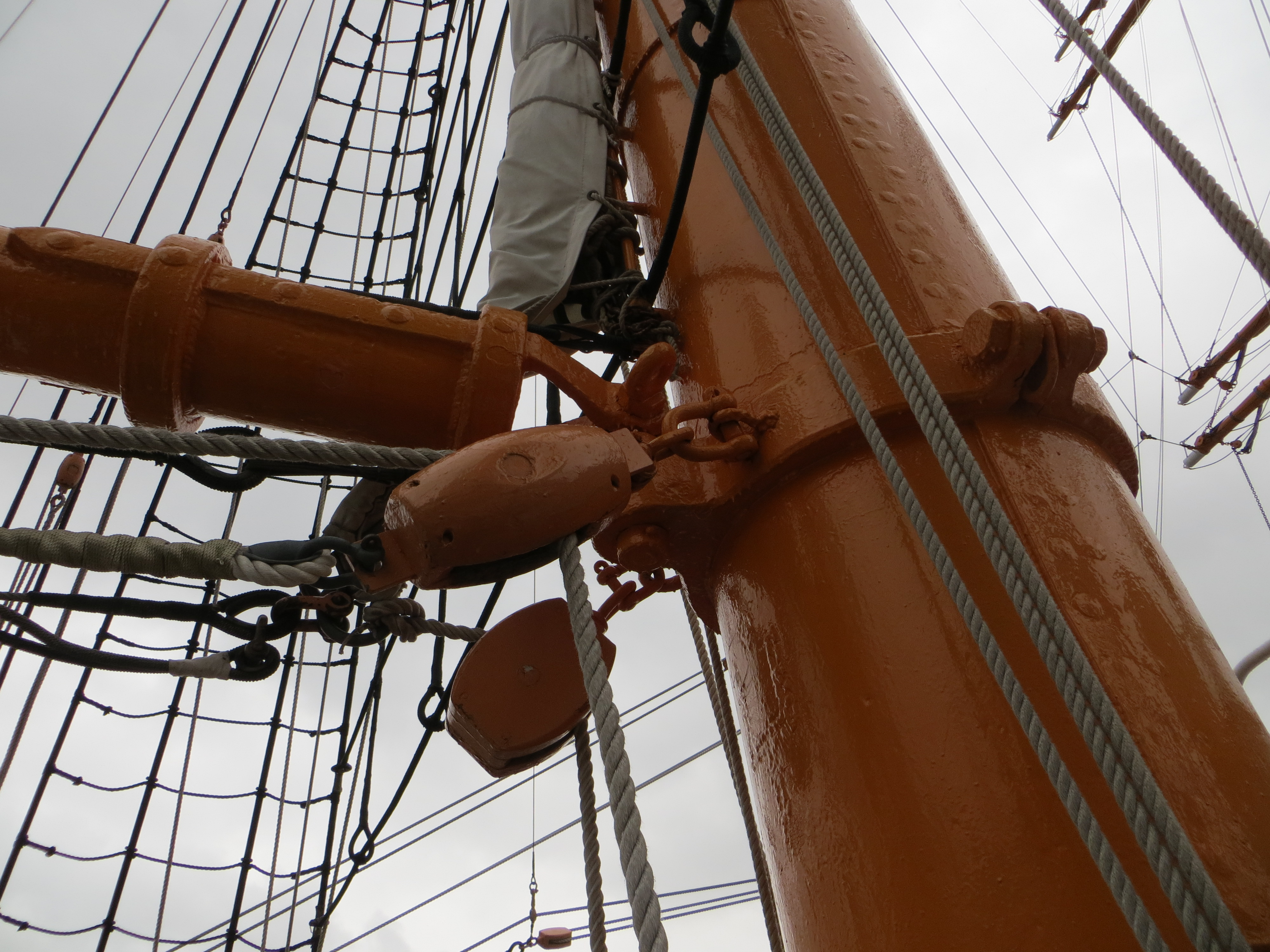
Вертлюг гіка корабля «Ніппон Мару»
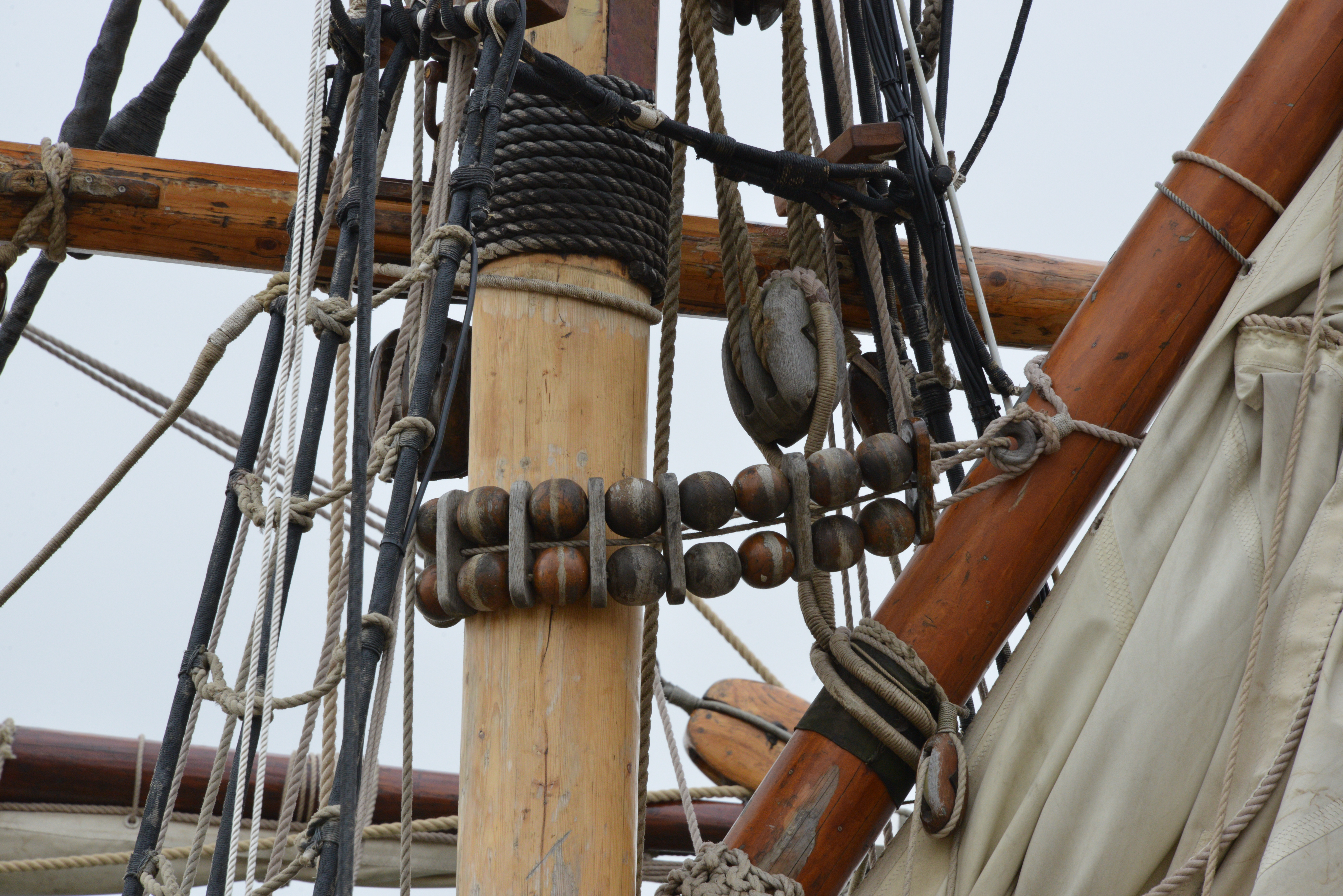
Бейфут з ракс-клотами
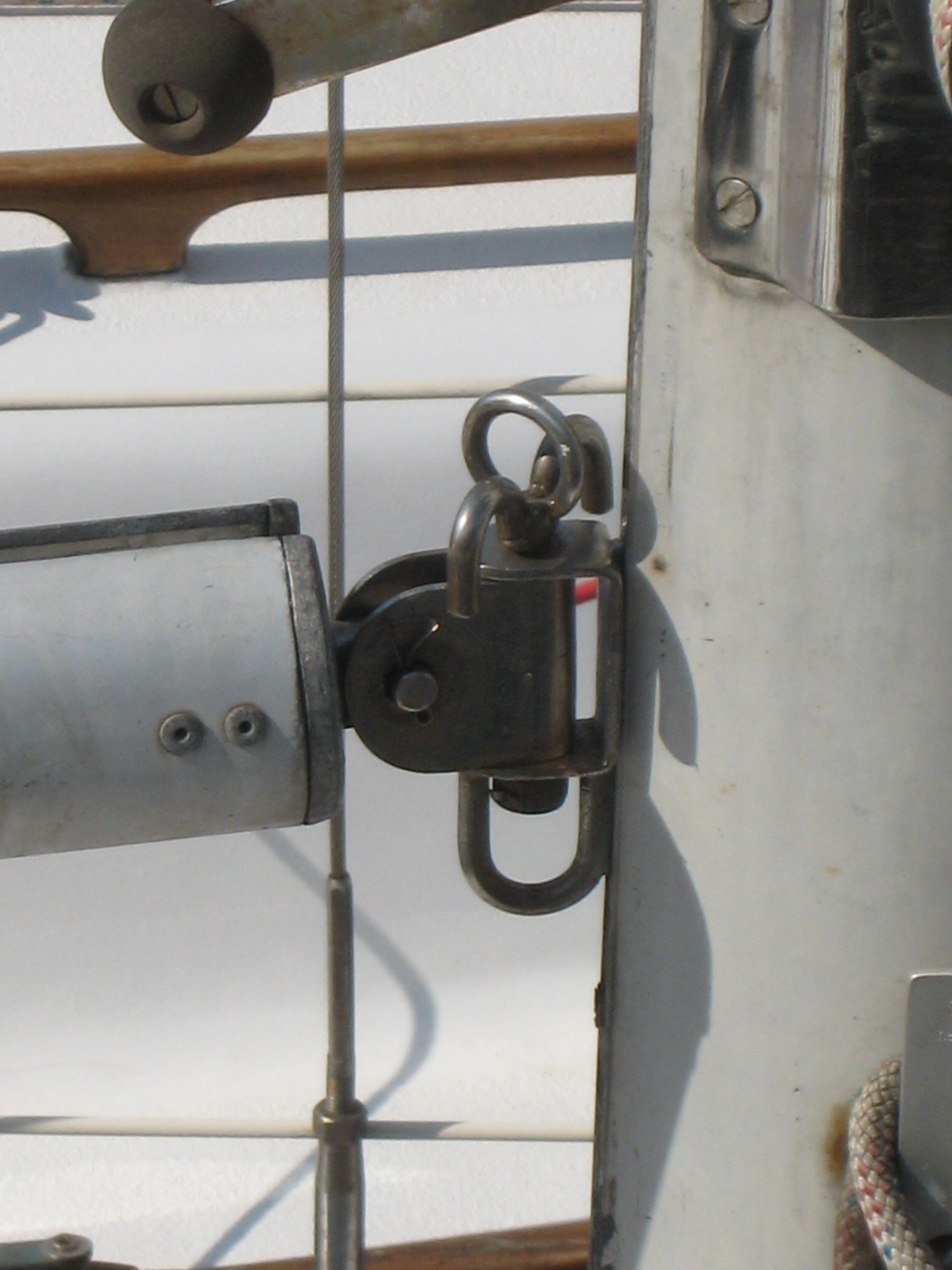
Вертлюг гіка
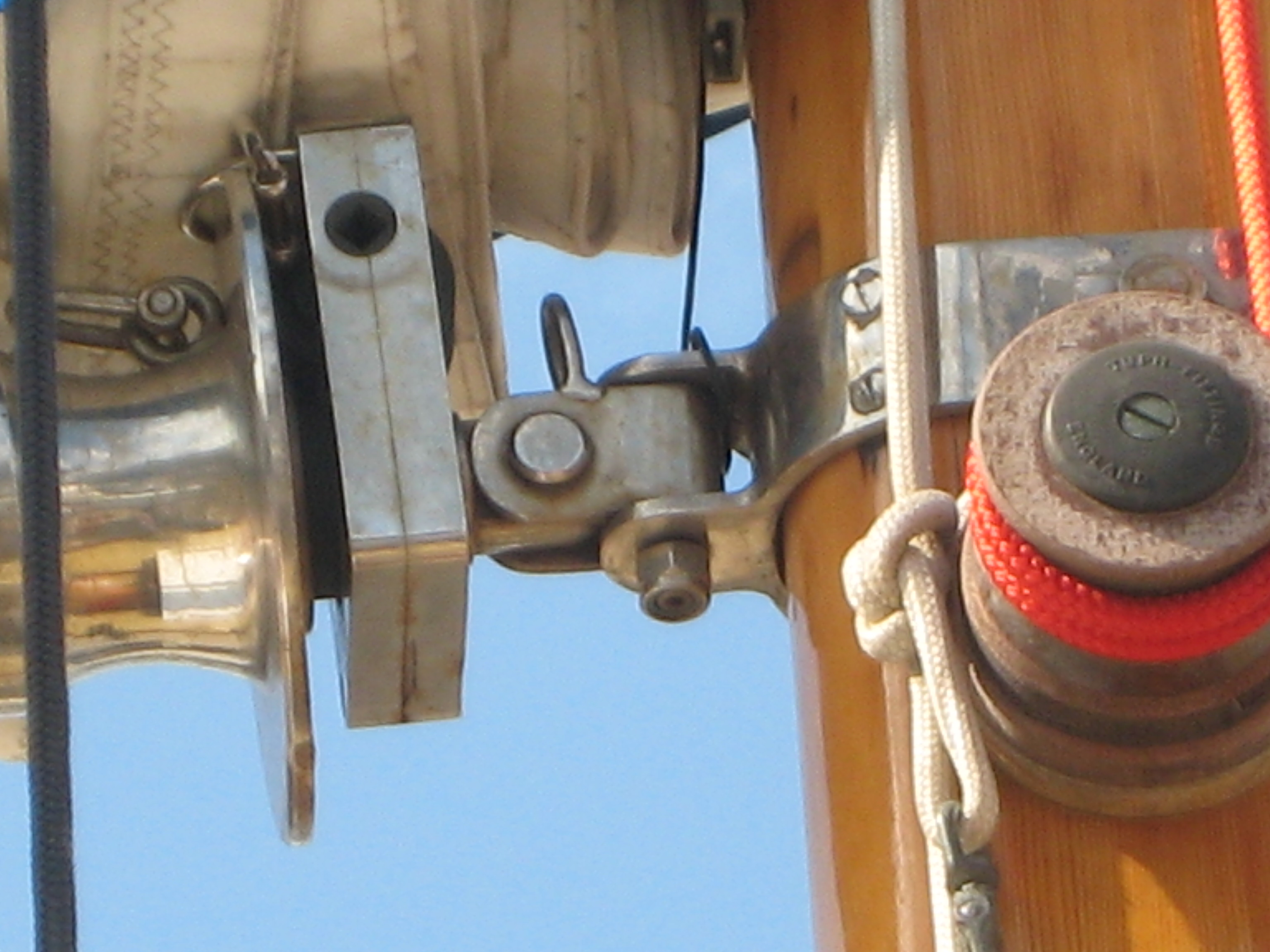
Вертлюг гіка
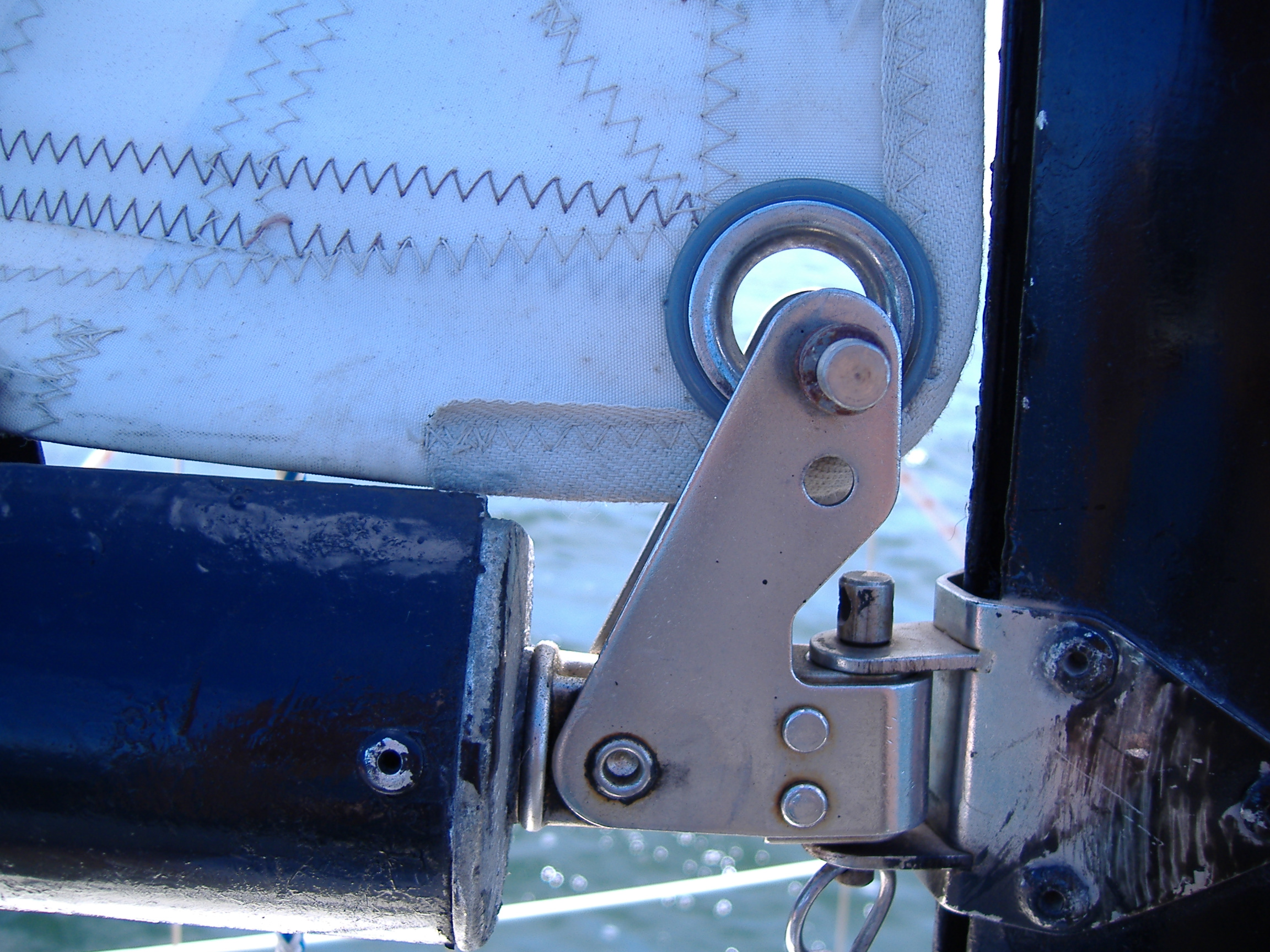
Вертлюг гіка на малій яхті